# خرابکار (فیلم)
خرابکار (به انگلیسی: Saboteur) فیلمی جاسوسی و دلهره آور آمریکایی به کارگردانی آلفرد هیچکاک محصول ۱۹۴۲ می‌باشد. نقش رابرت کامینگز در فیلم، ابتدا به گری کوپر پیشنهاد شده بود ولی او از این کار سر باز زد.

## داستان فیلم
کارگری شورشی به اتهام خرابکاری دستگیر می‌شود و پس از فرار از چنگ پلیس به جستجوی مجرم اصلی می‌پردازد.